# بيلي وين (لاعب كرة قاعدة)
بيلي وين (بالإنجليزية: Billy Wynne)‏ هو لاعب كرة قاعدة أمريكي، ولد في 31 يوليو 1943 في ويليامستون في الولايات المتحدة.

## وصلات خارجية
- بيلي وين على موقعبيزبول رفرنس.كوم (الدوري الرئيسي) (الإنجليزية)
- بيلي وين على موقعبيزبول رفرنس.كوم (الدوري الثانوي) (الإنجليزية)